# 엘리자베트 드 프랑스 (1602년)
이사벨 데 보르본(스페인어: Isabel de Borbón, 1602년 11월 22일 ~ 1644년 10월 6일)은 프랑스의 공주로, 스페인 왕 펠리페 4세의 왕비이다. 아버지는 프랑스 왕 앙리 4세, 어머니는 이탈리아 출신의 마리 드 메디시스이다.
앙리 4세의 장녀로서 그녀는 궁정 내에서 마담 루아이얄(Madame Royale)이라는 특별한 칭호로 알려졌다. 결혼하기 전의 이름은 엘리자베트 드 부르봉(프랑스어: Élisabeth de Bourbon)이었다.

## 생애
1602년 프랑스 퐁텐블로에서 출생하였다. 악명 높은 바람기를 가진 앙리 4세 탓에 이사벨의 유년기는 그다지 행복한 편이 아니었다. 괄괄한 성미를 가진 마리 드 메디시스는 후일 앙리 4세가 프랑수아 라바이약(François Ravaillac)에게 암살당하자 그 음모에 관여했다는 소문이 나돌았을 정도로 남편과 몹시 사이가 나빴고, 앙리 4세는 그러거나 말거나 아내를 무시하며 50명이 넘는 정부와 정부와의 사이에서 난 자녀들, 전 왕비인 마르그리트 드 발루아까지 끼여 북적대는 궁정 속에서 왕비와의 사이에서 난 자녀들을 자라도록 하였다.
앙리 4세의 죽음 뒤 1615년 미래의 스페인 국왕 펠리페 4세가 되는 아스투리아스 공 펠리페와 결혼하였다. 이 결혼은 비교적 성공적이어서 서로를 사랑했지만 펠리페 4세 역시 수십 명의 서자를 두었을 만큼 바람기가 심했다. 거듭되는 유산과 조산, 남편의 외도로 만신창이가 되었지만 이사벨은 단호한 태도를 취하면서도 체념하는 데 그쳤다.
그녀는 일곱 명의 자녀를 두었으나 장남이자 후계자인 발타사르 카를로스(Baltasar Carlos)와 막내딸 마리아 테레사를 제외하면 모두 일찍 죽었고, 그나마 발타사르 카를로스가 일찍 사망하면서 결혼해 자녀까지 둔 자식은 오직 마리아 테레사뿐이었다. 이후 스페인-합스부르크 가의 혈통이 끊기면서 이후 스페인 왕위는 이사벨의 증손자이자 마리아 테레사의 손자인 앙주 공작 필리프가 펠리페 5세로서 잇게 된다.

## 자녀
| 사진 | 이름                       | 생일             | 사망             | 기타              |
| ---- | -------------------------- | ---------------- | ---------------- | ----------------- |
|      | 마리아 마르가리타          | 1621년 8월 14일  | 1621년 8월 15일  |                   |
|      | 마르가리타 마리아 카탈리나 | 1623년 11월 25일 | 1623년 12월 23일 |                   |
|      | 마리아 에우헤니아          | 1625년 11월 21일 | 1627년 8월 21일  |                   |
|      | 이사벨 마리아 테레사       | 1627년 10월 31일 | 1627년 11월 1일  |                   |
|      | 발타사르 카를로스          | 1629년 10월 17일 | 1646년 10월 9일  |                   |
|      | 프란시스코 페르난도        | 1634년 3월 12일  | 1634년 3월 12일  |                   |
|      | 마리아 아나 안토니아       | 1636년 1월 17일  | 1636년 12월 5일  |                   |
|      | 마리테레즈 도트리슈        | 1638년 9월 10일  | 1683년 7월 30일  | 루이 14세의 왕비. |